# Shefit Shefiti
Shefit Shefiti (n. 19 februarie 1998) este un fotbalist albanez care joacă pe postul de mijlocaș pentru Shkėndija în Prima Ligă Macedoneană.

## Cariera pe echipe
Shefiti a fost promovat la echipa mare a lui Shkëndija în sezonul 2015-2016, făcându-și debutul la 28 februarie 2016 intrând pe final de meci în victoria de 3-0 cu Bregalnica Štip.
În sezonul 2017-2018, Shefiti a jucat în 19 meciuri de campionat, în timp ce Shkëndija a câștigat campionatul pentru a doua oară în istorie. El a jucat, de asemenea, în trei meciuri de cupă, cu echipa sa realizând dubla campionat-cupă.

## Cariera la națională

### Macedonia
Fost internațional de tineret din Macedonia, Shefiti a început să joace pentru naționala 18 ani, debutând pe 26 martie 2016 intrând ca rezervă în locul lui Darko Dodev într-o înfrângere scor 3-2 în Finlanda. După aceea, el a continuat să joace în amicale.
Mai târziu, în mai 2016, Shefiti a făcut deplasarea cu echipa de sub 19 ani sub comanda lui Jetron Nesimi pentru a juca în două meciuri amicale cu naționala Ciprului. El a fost folosit doar în al doilea meci, jucând ca titular în partida care s-a încheiat la o egalitate, scor 1-1.
Shefiti a continuat să facă parte din echipa sub 19 ani, participând în calificările Campionatului European sub 19 ani al UEFA. A jucat trei meciuri, unul ca titular cu Macedonia, terminând pe ultimul loc în Grupa 11.

### Albania
La 29 mai 2018, Shefiti a fost convocat de antrenorul Albaniei sub 21de ani Alban Bushi pentru amicalul cu Belarus. A început ca titular în primul meci de pe 5 iunie și a înscris dintr-o lovitură într-o victorie 3-2 la Elbasan Arena.

## Statistici privind cariera
Începând cu data de 5 octombrie 2018 
| Club          | Sezon         | Campionat                         | Campionat | Campionat | Cupă    | Cupă   | Europa  | Europa | Altele  | Altele | Total   | Total  |
| Club          | Sezon         | Divizie                           | Meciuri   | Goluri    | Meciuri | Goluri | Meciuri | Goluri | Meciuri | Goluri | Meciuri | Goluri |
| ------------- | ------------- | --------------------------------- | --------- | --------- | ------- | ------ | ------- | ------ | ------- | ------ | ------- | ------ |
| Shkëndija     | 2015-2016     | Prima Liga de fotbal a Macedoniei | 2         | 0         | 0       | 0      | -       | -      | -       | -      | 2       | 0      |
| Shkëndija     | 2016-2017     | Prima Liga de fotbal a Macedoniei | 4         | 0         | 0       | 0      | 0       | 0      | -       | -      | 4       | 0      |
| Shkëndija     | 2017-2018     | Prima Liga de fotbal a Macedoniei | 19        | 4         | 3       | 0      | 2       | 0      | -       | -      | 24      | 4      |
| Shkëndija     | 2018-2019     | Prima Liga de fotbal a Macedoniei | 4         | 0         | 2       | 3      | 6       | 0      | -       | -      | 12      | 3      |
| Shkëndija     | Total         | Total                             | 29        | 4         | 5       | 3      | 8       | 0      | 0       | 0      | 42      | 7      |
| Total carieră | Total carieră | Total carieră                     | 29        | 4         | 5       | 3      | 8       | 0      | 0       | 0      | 42      | 7      |

1. ↑  Toate meciurile în UEFA Europa League

## Titluri
Shkëndija 
- Prima Liga de fotbal a Macedoniei: 2017-2018
- Cupa de fotbal a Macedoniei: 2017-2018